# Équipe de Saint-Christophe-et-Niévès féminine de football
Cet article traite de l'équipe féminine. Pour l'équipe masculine, voir Équipe de Saint-Christophe-et-Niévès de football.
Maillots
L'équipe de Saint-Christophe-et-Niévès féminine de football est l'équipe nationale qui représente Saint-Christophe-et-Niévès dans les compétitions internationales de football féminin. Elle est gérée par la Fédération de Saint-Christophe-et-Niévès de football.
Les Christophiennes n'ont jamais disputé une phase finale d'une compétition majeure de football féminin, que ce soit le Championnat féminin de la CONCACAF, la Coupe du monde ou les Jeux olympiques.

## Classement FIFA
| Année              | 2006 | 2007 | 2008 | 2009 | 2010 | 2011 | 2012 | 2013 | 2014 | 2015 | 2016 | 2017 | 2018 |
| ------------------ | ---- | ---- | ---- | ---- | ---- | ---- | ---- | ---- | ---- | ---- | ---- | ---- | ---- |
| Classement mondial | 130  | 144  | 117  | 92   | 128  | 136  | 131  | 118  | 118  | 127  | 118  | 119  | 128  |